# Osvaldo Alfredo Reig
Osvaldo Alfredo Reig (Buenos Aires, 14 de agosto de 1929 - 13 de marzo de 1992) fue un biólogo y paleontólogo, argentino. Realizó numerosas contribuciones en el campo de la paleontología y a la biología evolutiva. Fue investigador superior del CONICET y profesor de la Universidad de Buenos Aires.

## Biografía

### Comienzos
Cursó estudios primarios en una escuela de Floresta. Los estudios medios en el Colegio Nacional de Buenos Aires y desde muy joven fue fascinado por las obras de Charles Darwin y Florentino Ameghino, en forma autodidacta, comenzó a indagar en la paleontología. 
Conoció a Jorge Kraglievich, hijo del paleontólogo Lucas Kraglievich, logrando acceso a la biblioteca del científico, contemporáneo de Ameghino. 
En 1945 conocieron el Museo Galileo Scaglia (paleontólogo marplatense) dando a conocer al mundo científico sus descubrimientos de mamíferos fósiles de las barrancas de Chapadmalal. Publicó con Jorge Kraglievich su primer trabajo científico, en las Notas del Museo de la Plata, a la temprana edad de 16 años.

### Trayectoria científica
Reig comenzó los estudios universitarios en la Universidad Nacional de La Plata, pero no pudo completarlos. Guiado por el zoólogo Ángel Cabrera y el geólogo Pablo Groeber, desarrolló sus investigaciones. 
Un trabajo sobre batracios fósiles, en la década de 1950, llamó la atención del ámbito científico mundial. En 1954, descubrió un grupo de marsupiales descriptos por Florentino Ameghino, que se creían extintos hace más de 20 millones de años, los microbiotéridos, contaban con especie viviente Dromiciops australis, monito del monte en el Bosque andino patagónico en el sur del continente sudamericano pasando a integrar la lista de fósiles vivientes. Habiendo valorado la clasificación cladística de McKenna (1975), Reig se percató de la importancia de la sistemática filogenética y tradujo al español el texto de Willi Hennig de 1950, nuevo punto de partida para una reestructuración de las relaciones de parentesco de los mamíferos.
Fundó en el Instituto Miguel Lillo de Tucumán el Laboratorio de Vertebrados Fósiles, dirigiéndolo hasta 1958, logrando alcanzar relieve internacional en paleontología. Fue elegido Presidente de la Asociación Paleontológica Argentina, en 1957. en 1960 fue declarado "prescindible" por la Dictadura Militar, debiendo abandonar la Universidad Nacional de Tucumán
Trabajó en la Universidad de Buenos Aires, en el Departamento de Ciencias Biológicas de la Facultad de Ciencias Exactas y Naturales (UBA) orientando sus estudios hacia la biología evolutiva de mamíferos. En 1961 fue designado profesor titular, por concurso, con dedicación exclusiva en la Cátedra de Zoología de la Facultad de Ciencias Exactas y Naturales, pese a no haberse graduado, en mérito de sus numerosos e importantes trabajos científicos. 
Viajó a Estados Unidos a realizar una pasantía en la Universidad de Harvard, enterándose del golpe militar del General Onganía, el cual había avasallado las universidades. Renunció a su cátedra e inició un itinerario por diversos países.
Exiliado, obtuvo un Doctorado en Zoología y Paleontología en la Universidad de Londres, en 1973. 
Regresando a la Argentina en 1983, se convirtió en investigador superior del Consejo Nacional de Investigaciones Científicas y Técnicas (CONICET) y profesor en la Universidad Nacional de Buenos Aires en el Departamento de Ciencias Biológicas de la Facultad de Ciencias Exactas y Naturales (UBA), dirigiendo el Grupo de Investigación en Biología Evolutiva (GIBE).
Sus aportes en el campo de la genética evolutiva de los vertebrados, sus contribuciones a la paleontología, sistemática y biogeografía histórica de los mamíferos son invalorables.

## Distinciones
- Doctor honoris causa de la Universidad Autónoma de Barcelona
- Doctor honoris causa de la Universidad de Buenos Aires

## Homenajes
- La Asociación Paleontológica Argentina otorga todos los años el premio “Dr. Osvaldo Reig” al artículo y/o nota paleontológica más sobresaliente publicado en el año en los volúmenes de sus revistas científicas (Ameghiniana y Publicación Electrónica de la APA).[1][2][3]

## Membresías
- Membro asociado de la Academia Nacional de Ciencias de los Estados Unidos
- Miembro de la sección de Teriología de la Academia Nacional de Ciencias de la Unión Soviética
- Miembro de la Academia de Ciencias del Tercer Mundo.

## Abreviatura (zoología)
La abreviatura Reig  se emplea para indicar a Osvaldo Alfredo Reig como autoridad en la descripción y taxonomía en zoología.